# Batalla de Mactan
La batalla de Mactan va tenir lloc el 27 d'abril de 1521 a les Filipines. 1500 guerrers de Lapu-Lapu, un cabdill musulmà de l'Illa de Mactan, van vèncer un grup de 49 exploradors europeus cristians comandats pel capità i explorador portuguès Fernão de Magalhães (conegut a les fonts castellanes com a Fernando de Magallanes), el qual va morir aquell dia.

## Antecedents
Els exploradors portuguesos del segle xiv havien trobat una manera d'arribar al Sud-est asiàtic evitant les rutes que, en aquella època, els regnes islàmics tenien sota el seu control: la solució era navegar al voltant del cap de Bona Esperança a l'Àfrica, per sortir així a l'oceà Índic i continuar fins a les Illes de les Espècies .
Magalhães va ser assignat a la Goa Portuguesa, (actual Índia), per començar el seu entrenament militar, i aviat va preveure que la geografia seria la clau a les riqueses del sud-est asiàtic. Després d'un viatge a l'àrea, va contractar un servent malai, anomenat Enrique a les cròniques espanyoles, a qui usaria com a intèrpret durant els seus viatges arreu del món.
Després de desembarcar a l'illa Homonhon el 17 de març de 1521, Magalhães va conversar amb el 'Raja Calambu (o Kolambu) de Limasawa, que el guia cap a Cebu el 7 d'abril. Comunicant-se a través d'Enrique, el Raja Humabon de Cebu es va aliar amb Magalhães, i tant ell com la seva dona van ser batejats. Impressionat per l'artilleria dels europeus (pistoles, espases, armadures 12 canons i 50 ballestes), el Raja Humabon i Datu (cap) Zula van suggerir a Magalhães anar a l'illa propera de Mactan per castigar Datu Lapu-Lapu. Es creu que Humabon i Lapu-Lapu es guardaven rancúnia i constantment pugnaven pel control de territoris.

## Batalla
Segons les cròniques d'Antonio Pigafetta, Magalhães va desplegar 48 homes cuirassats (menys de la meitat de la seva tripulació) armats amb espases, destrals, ballestes i pistoles. Els historiadors filipins asseguren que, per un aflorament rocallós i els coralls propers de la platja, Magalhães no va poder desembarcar.
Forçat a ancorar les seves naus lluny de la costa, no va aconseguir usar els canons d'aquestes per fer front als guerrers de Lapu-Lapu, que eren aproximadament més de 1.500 contra 49 soldats cristians.
El petit grup de soldats es va acostar a la platja amb l'aigua fins a les cuixes. En veure'ls, els nadius atrinxerats van carregar contra ells, i Magalhães va tractar d'espantar-los incendiant algunes cases. Aquesta acció només va aconseguir enfurismar encara més als nadius, que el van ferir. Va ser llavors quan Magalhães va ordenar la retirada, però alguns soldats que havien quedat aïllats, van continuar lluitant, la qual cosa va perllongar el combat durant diverses hores, fins que un grup de guerrers, en reconèixer al comandant que donava les ordres, va atacar Magalhães, que va ser ferit a la cama amb una fletxa verinosa i posteriorment al braç amb una llança de bambú.
Magalhães va cobrir la retirada dels seus homes fins que aquests van poder reagrupar-se i fugir en les barques. Finalment fou envoltat pels nadius i assassinat, apunyalat i tallat per llances i espases. La seva acció, però, va permetre que la majoria dels seus homes aconseguís escapar amb vida, entre ells Pigafetta, que relata: "un illenc va aconseguir ferir al capità a la cara amb una llança de bambú. Desesperat, aquest va enfonsar la seva llança al pit de l'indi i la hi va deixar clavada. Va voler usar l'espasa, però només va poder desembeinar a mitges, a causa d'una ferida que va rebre al braç dret ... Llavors els indis es van abraonar sobre ell amb espases i simitarres i quantes armes tenien i van matar-lo, el nostre mirall, la nostra llum, el nostre consol, el nostre guia veritable. Quan el van ferir, es va tornar moltes vegades per comprovar que estàvem tots fora de perill en els vaixells».
Els aliats de Magalhães, el Raja Humabon i el Datu Zula, no van estar en la batalla per ordres directes seves, i van contemplar la batalla des de la distància.

## En la cultura filipina

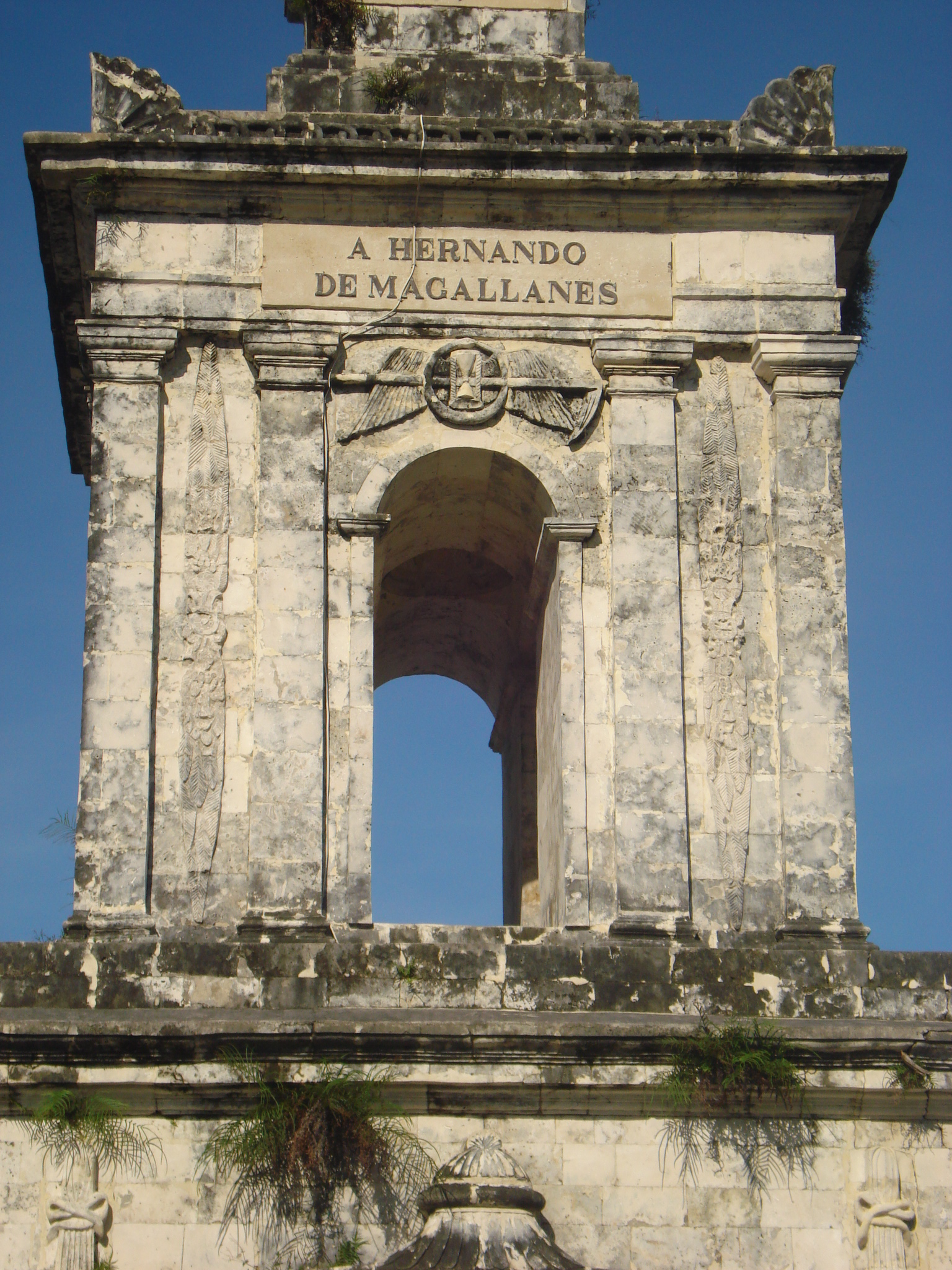
Monument a Magallanes erigit pels espanyols.

Lapu-Lapu va ser elevat a la categoria de «primer heroi» nacional filipí per resistir el domini estranger, tot i que les Filipines no existien en aquell temps com a nació.
La interpretació que Lapu-Lapu va matar Magalhães en un combat cos a cos, com és representada durant el seu aniversari, es contradiu amb el relat d'Antonio Pigafetta, que va sostenir que la derrota fou causada per l'avantatge numèric (1500 nadius contra 49 membres de l'expedició).
Lapu-Lapu és commemorat per un monument a Mactan, al costat de l'obelisc que va ser erigit per les autoritats espanyoles en memòria de Magallanes, així com per una ciutat a l'illa que porta el seu nom i una varietat de peix local. També hi ha nombrosos monuments, carrers i places a les Filipines que exalten la figura de Magalhães, especialment com a introductor de la fe catòlica.